# Gmina Osięciny
Die Gmina Osięciny ist eine Landgemeinde im Powiat Radziejowski der Woiwodschaft Kujawien-Pommern in Polen. Ihr Sitz ist das gleichnamige Dorf mit etwa 2850 Einwohnern.

## Gliederung
Zur Landgemeinde Osięciny gehören 29 Dörfer mit einem Schulzenamt.
| - Bartłomiejowice - Bełszewo - Bełszewo-Kolonia - Bilno - Bodzanówek (1943–1945 Bodan) - Borucin - Borucinek - Jarantowice (Jarantowice, 1943–1945 Turmhof) - Karolin - Kościelna Wieś - Krotoszyn - Lekarzewice - Leonowo - Nagórki - Osięciny (Osieciny, 1943–1945 Ossenholz) - Osięciny-Zagaj | - Osłonki - Pilichowo - Pocierzyn - Powałkowice - Ruszki - Samszyce - Sęczkowo - Szalonki - Ujma Mała (1943–1945 Ulmersweiler) - Witoldowo (1943–1945 Wildenau) - Wola Skarbkowa - Zagajewice - Zblęg - Zielińsk - Żakowice |

Weitere Ortschaften der Gemeinde sind Konary, Latkowo (1943–1945 Latkau), Pieńki Kościelskie, Pułkownikowo und Włodzimierka.

## Verkehr
Die Stationen Osięciny und Borucin an der Schmalspurbahn Dobre Aleksandrowskie–Jerzmanowo und die Station Ujma Mała an der Schmalspurbahn Nieszawa–Dobre Aleksandrowskie lagen im Gemeindegebiet.